# Bangladesh Premier League 2012/13 (Cricket)
Die Bangladesh Premier League 2012/13 war die erste Saison der bangladeschischen Twenty20-Cricket-Meisterschaft und fand vom 9. bis 29. Februar 2012 statt. Im Finale konnten sich die Dhaka Gladiators gegen die Barisal Burners mit 8 Wickets durchsetzen.

## Format
Die sechs Franchises spielen in einer Gruppe gegen jedes andere Team jeweils zwei Mal. Die ersten vier dieser Gruppe qualifizieren sich für das Halbfinale, dessen Gewinner anschließend den Sieger des Turniers im Finale ermittelten.

## Franchises
Die Vergabe der Franchise-Rechte fand am 10. Januar 2012 statt. Den höchsten Preis von 1,2 Millionen $-Dollar zahlte die Firma SQ Sports für das Franchise in Chittagon. Nach Vorbild der Indian Premier League fand am 19. Januar eine Spieler-Auktion statt. Neben bangladeschischen Nationalspielern wurden auch internationale Spieler, wie beispielsweise Shahid Afridi, Chris Gayle, Dwayne Bravo und Muttiah Muralitharan unter Vertrag genommen.
| Franchise            | Heimatort  |
| -------------------- | ---------- |
| Dhaka Gladiators     | Dhaka      |
| Chittagong Kings     | Chittagong |
| Sylhet Royals        | Sylhet     |
| Barisal Burners      | Barisal    |
| Duronto Rajshahi     | Rajshahi   |
| Khulna Royal Bengals | Khulna     |

## Austragungsorte
Alle 33 Matches wurden in Dhaka und Chittagong abgehalten. Das Sher-e-Bangla National Cricket Stadium in Dhaka war Austragungsort für 25 Spiele, dass Zohur Ahmed Chowdhury Stadium in Chittagong für 8 Spiele.

## Gruppenphase
Tabelle
| Teams                | Sp. | S | N | NR | P  | RR     |
| -------------------- | --- | - | - | -- | -- | ------ |
| Duronto Rajshahi     | 10  | 7 | 3 | 0  | 14 | +0.114 |
| Khulna Royal Bengals | 10  | 6 | 4 | 0  | 12 | +0.606 |
| Dhaka Gladiators     | 10  | 5 | 5 | 0  | 10 | +0.210 |
| Barisal Burners      | 10  | 5 | 5 | 0  | 10 | +0.178 |
| Chittagong Kings     | 10  | 5 | 5 | 0  | 10 | +0.078 |
| Sylhet Royals        | 10  | 2 | 8 | 0  | 4  | −1.234 |

### Spiele
| 10. Februar Scorecard | Dhaka | Sylhet Royals 165-4 (20)               | – | Barisal Burners 167-0 (13.1) |
|                       |       | Barisal Burners gewinnt mit 10 Wickets |   |                              |

| 10. Februar Scorecard | Dhaka | Chittagong Kings 206-4 (20)          | – | Duronto Rajshahi 153 (19.5) |
|                       |       | Chittagong Kings gewinnt mit 53 Runs |   |                             |

| 11. Februar Scorecard | Dhaka | Khulna Royal Bengals 175-5 (20)          | – | Dhaka Gladiators 156-7 (20) |
|                       |       | Khulna Royal Bengals gewinnt mit 19 Runs |   |                             |

| 11. Februar Scorecard | Dhaka | Barisal Burners 180-2 (20)          | – | Duronto Rajshahi 158-9 (20) |
|                       |       | Barisal Burners gewinnt mit 22 Runs |   |                             |

| 12. Februar Scorecard | Dhaka | Khulna Royal Bengals 171-3 (20)        | – | Chittagong Kings 174-4 (19.1) |
|                       |       | Chittagong Kings gewinnt mit 6 Wickets |   |                               |

| 12. Februar Scorecard | Dhaka | Sylhet Royals 124 (19.5)               | – | Dhaka Gladiators 126-3 (18.2) |
|                       |       | Dhaka Gladiators gewinnt mit 7 Wickets |   |                               |

| 13. Februar Scorecard | Dhaka | Barisal Burners 125 (20)                   | – | Khulna Royal Bengals 131-3 (17.2) |
|                       |       | Khulna Royal Bengals gewinnt mit 7 Wickets |   |                                   |

| 13. Februar Scorecard | Dhaka | Chittagong Kings 153-6 (20)            | – | Dhaka Gladiators 156-4 (19) |
|                       |       | Dhaka Gladiators gewinnt mit 6 Wickets |   |                             |

| 14. Februar Scorecard | Dhaka | Duronto Rajshahi 171-8 (20)          | – | Sylhet Royals 155-4 (20) |
|                       |       | Duronto Rajshahi gewinnt mit 16 Runs |   |                          |

| 14. Februar Scorecard | Dhaka | Dhaka Gladiators 208-5 (20)          | – | Barisal Burners 187-5 (20) |
|                       |       | Dhaka Gladiators gewinnt mit 21 Runs |   |                            |

| 15. Februar Scorecard | Dhaka | Sylhet Royals 152-4 (20)               | – | Chittagong Kings 154-3 (17.3) |
|                       |       | Chittagong Kings gewinnt mit 7 Wickets |   |                               |

| 15. Februar Scorecard | Dhaka | Khulna Royal Bengals 145-7 (20)        | – | Duronto Rajshahi 146-4 (19.1) |
|                       |       | Duronto Rajshahi gewinnt mit 6 Wickets |   |                               |

| 16. Februar Scorecard | Dhaka | Barisal Burners 125-6 (20)             | – | Chittagong Kings 126-2 (12.4) |
|                       |       | Chittagong Kings gewinnt mit 8 Wickets |   |                               |

| 16. Februar Scorecard | Dhaka | Duronto Rajshahi 144-9 (20)          | – | Dhaka Gladiators 130-7 (20) |
|                       |       | Duronto Rajshahi gewinnt mit 14 Runs |   |                             |

| 18. Februar Scorecard | Chittagong | Khulna Royal Bengals 171-6 (20)         | – | Sylhet Royals 169-8 (20) |
|                       |            | Khulna Royal Bengals gewinnt mit 2 Runs |   |                          |

| 18. Februar Scorecard | Chittagong | Duronto Rajshahi 126-6 (20)         | – | Chittagong Kings 117-9 (20) |
|                       |            | Duronto Rajshahi gewinnt mit 9 Runs |   |                             |

| 19. Februar Scorecard | Chittagong | Dhaka Gladiators 140-8 (20)                | – | Khulna Royal Bengals 141-3 (16.4) |
|                       |            | Khulna Royal Bengals gewinnt mit 7 Wickets |   |                                   |

| 19. Februar Scorecard | Chittagong | Sylhet Royals 120-7 (20)              | – | Barisal Burners 121-1 (13.2) |
|                       |            | Barisal Burners gewinnt mit 9 Wickets |   |                              |

| 20. Februar Scorecard | Chittagong | Barisal Burners 192-3 (20)             | – | Duronto Rajshahi 193-1 (17.1) |
|                       |            | Duronto Rajshahi gewinnt mit 9 Wickets |   |                               |

| 20. Februar Scorecard | Chittagong | Khulna Royal Bengals 137-6 (20)          | – | Chittagong Kings 93 (18.1) |
|                       |            | Khulna Royal Bengals gewinnt mit 44 Runs |   |                            |

| 22. Februar Scorecard | Chittagong | Sylhet Royals 128-7 (20)               | – | Dhaka Gladiators 132-2 (12.5) |
|                       |            | Dhaka Gladiators gewinnt mit 8 Wickets |   |                               |

| 22. Februar Scorecard | Chittagong | Khulna Royal Bengals 161-7 (20)       | – | Barisal Burners 162-6 (19.3) |
|                       |            | Barisal Burners gewinnt mit 4 Wickets |   |                              |

| 24. Februar Scorecard | Dhaka | Chittagong Kings 120-6 (20)          | – | Dhaka Gladiators 107-9 (20) |
|                       |       | Chittagong Kings gewinnt mit 13 Runs |   |                             |

| 24. Februar Scorecard | Dhaka | Duronto Rajshahi 124-9 (20)         | – | Sylhet Royals 125-1 (16.3) |
|                       |       | Sylhet Royals gewinnt mit 9 Wickets |   |                            |

| 25. Februar Scorecard | Dhaka | Barisal Burners 156-6 (20)             | – | Dhaka Gladiators 160-5 (18.2) |
|                       |       | Dhaka Gladiators gewinnt mit 5 Wickets |   |                               |

| 25. Februar Scorecard | Dhaka | Sylhet Royals 165-3 (20)          | – | Chittagong Kings 130-8 (20) |
|                       |       | Sylhet Royals gewinnt mit 35 Runs |   |                             |

| 26. Februar Scorecard | Dhaka | Khulna Royal Bengals 106 (18.5)        | – | Duronto Rajshahi 110-2 (14.1) |
|                       |       | Duronto Rajshahi gewinnt mit 8 Wickets |   |                               |

| 26. Februar Scorecard | Dhaka | Chittagong Kings 150-9 (20)           | – | Barisal Burners 151-5 (15) |
|                       |       | Barisal Burners gewinnt mit 5 Wickets |   |                            |

| 27. Februar Scorecard | Dhaka | Dhaka Gladiators 116 (18.2)            | – | Duronto Rajshahi 120-7 (19.3) |
|                       |       | Duronto Rajshahi gewinnt mit 3 Wickets |   |                               |

| 27. Februar Scorecard | Dhaka | Khulna Royal Bengals 186-2 (20)          | – | Sylhet Royals 117 (16) |
|                       |       | Khulna Royal Bengals gewinnt mit 69 Runs |   |                        |

## Halbfinale
| 28. Februar Scorecard | Mirpur | Duronto Rajshahi 184-6 (20)           | – | Barisal Burners 189-2 (16) |
|                       |        | Barisal Burners gewinnt mit 8 Wickets |   |                            |

| 28. Februar Scorecard | Mirpur | Dhaka Gladiators 191-4 (20)            | – | Khulna Royal Bengals 182-7 (20) |
|                       |        | Dhaka Gladiators gewinnt mit 4 Wickets |   |                                 |

## Finale
| 29. Februar Scorecard | Mirpur | Barisal Burners 140-7 (20)             | – | Dhaka Gladiators 144-2 (15.4) |
|                       |        | Dhaka Gladiators gewinnt mit 8 Wickets |   |                               |